# Hebräische Schreibschrift

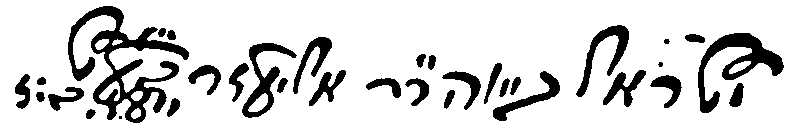
Unterschrift des Baal Schem Tow

Die hebräische Schreibschrift (hebräisch כתב רהוט, ketav rahut = „fließende Schrift“) ist eine besondere Form der hebräischen Schrift. Sie geht auf aschkenasische Schreibschriften zurück, die u. a. in Deutschland und Polen in Gebrauch waren. In den Jahren 1713 bis 1715 erschien in Amsterdam eine Anleitung für Geschäftskorrespondenz auf Hebräisch, das in eigens für diesen Zweck geschnittenen Lettern in Schreibschrift gedruckt wurde.
Die Schreibschrift wird für Jiddisch und Hebräisch verwendet und hat wie die Quadratschrift 22 Konsonantenzeichen, mit fünf speziellen Endformen für die Buchstaben Kaph, Mem, Nun, Pe und Tzade. Vokalzeichen werden nicht verwendet.
Die hebräische Schreibschrift wird manchmal auch als hebräische Kursivschrift bezeichnet; diese Bezeichnung ist, wenigstens im modernen Sprachgebrauch, allerdings insofern irreführend, als im Gegensatz zu lateinischen oder kyrillischen Kursivschriften (z. B. Ausgangsschriften) oder zur arabischen Schrift die Buchstaben auch innerhalb eines Wortes in der Regel nicht verbunden werden, sondern isoliert bleiben. Verbundene Buchstaben sind allerdings nicht das einzige Merkmal einer Kursivschrift.
| Hebräische Quadratschrift / Hebräische Schreibschrift | Hebräische Quadratschrift / Hebräische Schreibschrift | Hebräische Quadratschrift / Hebräische Schreibschrift | Hebräische Quadratschrift / Hebräische Schreibschrift | Hebräische Quadratschrift / Hebräische Schreibschrift | Hebräische Quadratschrift / Hebräische Schreibschrift | Hebräische Quadratschrift / Hebräische Schreibschrift | Hebräische Quadratschrift / Hebräische Schreibschrift | Hebräische Quadratschrift / Hebräische Schreibschrift |
| ----------------------------------------------------- | ----------------------------------------------------- | ----------------------------------------------------- | ----------------------------------------------------- | ----------------------------------------------------- | ----------------------------------------------------- | ----------------------------------------------------- | ----------------------------------------------------- | ----------------------------------------------------- |
| א /                                                   | ב /                                                   | ג /                                                   | ד /                                                   | ה /                                                   | ו /                                                   | ז /                                                   | ח /                                                   | ט /                                                   |
| י /                                                   | כ /                                                   | ך /                                                   | ל /                                                   | מ /                                                   | ם /                                                   | נ /                                                   | ן /                                                   | ס /                                                   |
| ע /                                                   | פ /                                                   | ף /                                                   | צ /                                                   | ץ /                                                   | ק /                                                   | ר /                                                   | ש /                                                   | ת /                                                   |